# Vimioso
Vimioso is een gemeente in het Portugese district Bragança.
De gemeente heeft een totale oppervlakte van 482 km² en telde 5315 inwoners in 2001.

## Plaatsen in de gemeente
- Algoso
- Angueira
- Argozelo
- Avelanoso
- Caçarelhos
- Campo de Víboras
- Carção
- Matela
- Pinelo
- Santulhão
- Uva
- Vale de Frades
- Vilar Seco
- Vimioso

Alfândega da Fé · Bragança · Carrazeda de Ansiães · Freixo de Espada à Cinta · Macedo de Cavaleiros · Miranda do Douro · Mirandela · Mogadouro · Torre de Moncorvo · Vila Flor · Vimioso · Vinhais